# Йохана Хидлер
Йохана Хидлер (на немски: Johanna Hiedler) е баба на германския нацистки лидер Адолф Хитлер.

## Биография
Йохана се ражда и живее през целия си живот в село Вайтра, Долна Австрия. На 5 септември 1848 г. Йохана се омъжва за Йохан Баптист Пьолцл (1825-1901), фермер и син на Йохан Пьолцл и Юлиана Пьолцл. Те имат 5 сина и 6 дъщери. От техните 11 деца, само двама сина и три дъщери оцеляват до зряла възраст. Седмото им дете и третата дъщеря Клара Хитлер се ражда във фермата им на 12 август 1860 г.
На 17 септември 1888 г. почиват възрастните родители на Йохана – Йохан Хидлер (или Хютлер) и Ева Мария. Нейната дъщеря Клара става третата съпруга на Алоис Хитлер (Шикългрубер – Алоис решава на 40-годишна възраст да вземе фамилното име на доведения си баща Хидлер, чийто правопис по-късно е променен от чиновник на Хитлер). Алоис е незаконен син на Мария Шикългрубер, която се е омъжва за бащата на чичото на Йохана – Йохан Георг Хидлер на 10 май 1842 г. Алоис твърди по-късно, че Йохан Георг Хидлер не е неговият доведен баща, а всъщност негов биологичен баща, обявен за законен син на Йохан през 1876 г., въпреки че това твърдение за истинското бащинство на Алоис остава предмет на много дебати сред историците.
Клара и Алоис имат 6 деца. Четвъртият от тях е Адолф Хитлер (роден на 20 април 1889 г.)